# I casi del capitano Flores. Killer presunto
I casi del capitano Flores. Killer presunto è il secondo giallo di Laura Mancinelli pubblicato da Einaudi nel 1998.

## Trama
Ancora una volta il più famoso semiologo italiano incrocia il cammino del capitano Florindo Flores, nel secondo dei suoi casi giustamente famosi. Che lo coglie però, ormai in pensione, nella sua natia Sardegna. Tra siepi di bouganville, scarpe spaiate e "profumo di erbe aromatiche, dal timo, dalla maggiorana al rosmarino e, su tutto, il finocchietto selvatico".

## Edizioni
- I casi del capitano Flores. Killer presunto, collana ET Letteratura n.509, Einaudi Editore, 1998.
- (ES)  Killer presunto. Los casos del capitán Flores, II, traduzione Atalaire, Días Contados, 2012.
- (CA)  Killer presumpte. Els casos del capità Flores, II, traduzione di Anna Casassas, Días Contados, 2012.